# Fosse no 1 des mines de Lens
La fosse no 1 dite Sainte-Élisabeth ou Jules Casteleyn de la Compagnie des mines de Lens est un ancien charbonnage du Bassin minier du Nord-Pas-de-Calais, situé à Lens. Les travaux commencent le 9 mai 1852, et la fosse commence à extraire à la fin de l'année 1853. Des cités sont bâties à proximité. La fosse est détruite durant la Première Guerre mondiale. Elle est reconstruite suivant le style architectural des mines de Lens d'après-guerre, le puits est équipé d'un chevalement en béton armé. Les cités sont également reconstruites. La fosse no 1 est rattachée à la fosse no 4 en 1929, cesse d'extraire, mais continue d'assurer le service et l'aérage.
La Compagnie des mines de Lens est nationalisée en 1946, et intègre le Groupe de Lens. En 1952, ce dernier fusionne avec le Groupe de Liévin pour former le Groupe de Lens-Liévin. Des habitations supplémentaires sont bâties. La fosse no 1 est concentrée sur la fosse no 11 - 19 en 1960, mais le circuit d'aérage ayant été modifié, elle n'a plus aucune utilité. Le puits est comblé en 1971, mais les installations ne sont détruites que quinze ans plus tard.
Au début du XXIe siècle, Charbonnages de France matérialise la tête de puits no 1. Hormis la salle des fêtes, il ne reste rien de la fosse. Les cités ont été rénovées. La cité de corons no 1 a été inscrite le 30 juin 2012 sur la liste du patrimoine mondial de l'Unesco.

## La fosse

### Fonçage
La fosse no 1 a été commencée en 9 mai 1852 par la Compagnie des mines de Lens à Lens, à 1 050 mètres au nord-ouest du clocher de cette commune et à cinquante mètres au sud de la route de Béthune. M. Dumont et Aubé de Bracquemont dirigent les travaux.

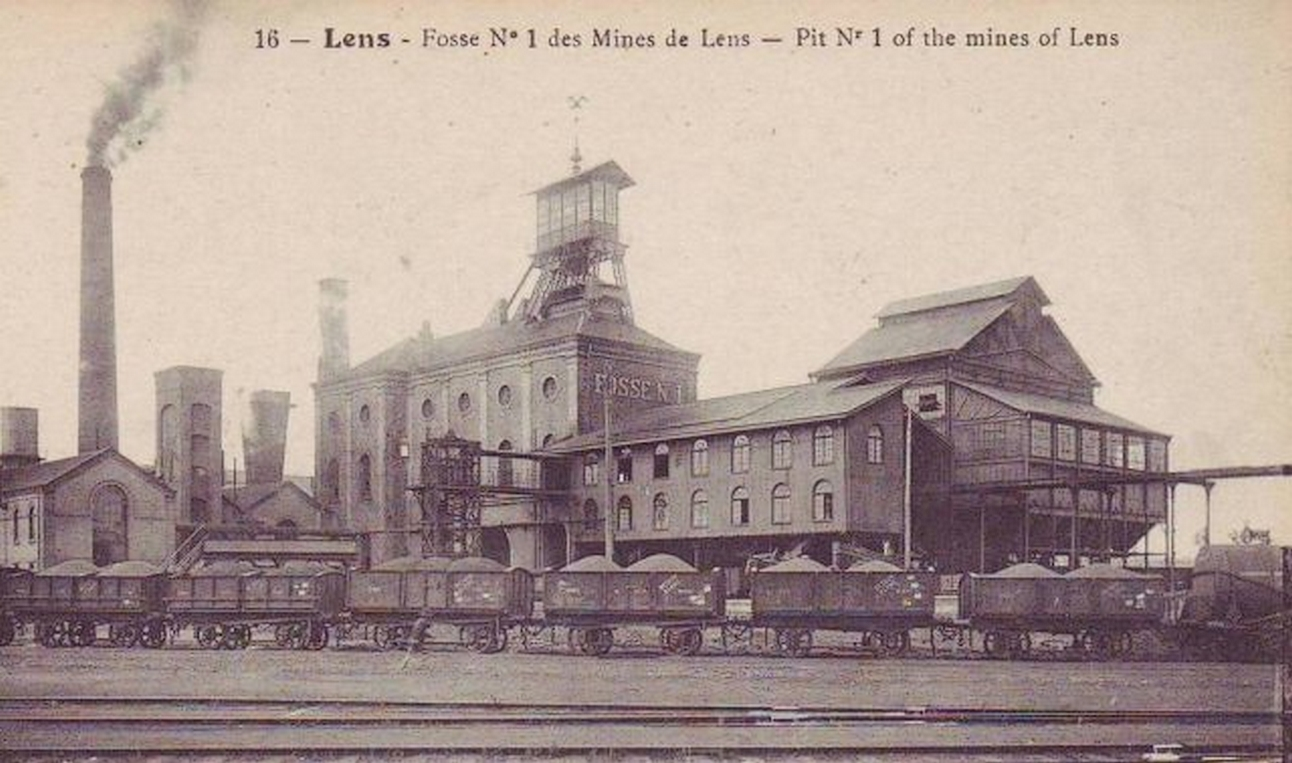
La fosse no 1 avant la guerre.

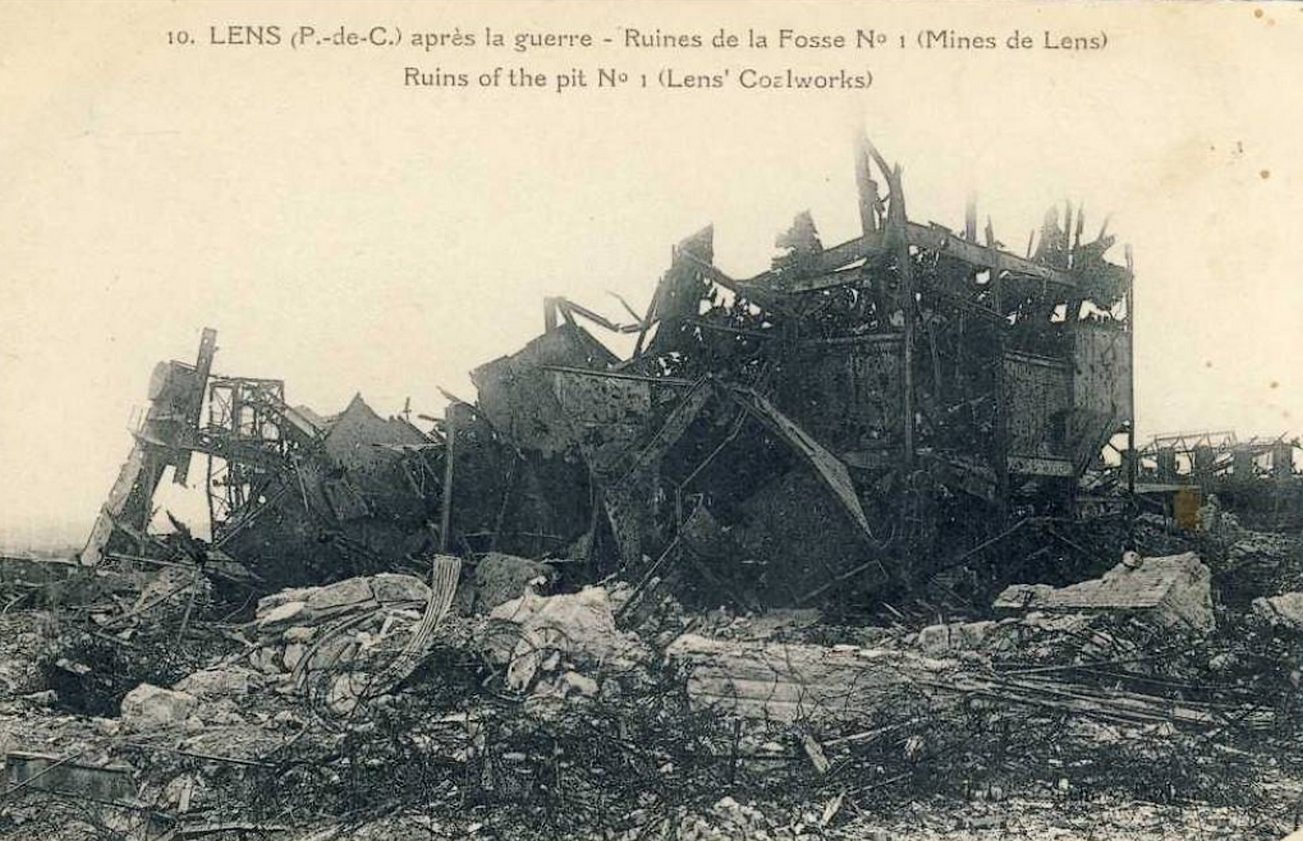
La fosse no 1 détruite.

L'orifice du puits est situé à l'altitude de 39,69 mètres,. Le fonçage du puits a été effectué par le procédé à niveau vide, comme d'ailleurs celui de tous les autres puits ouverts jusque dans les années 1890 dans la concession, à l'exception de ceux de la fosse no 10 - 10 bis. Le niveau est passé avec quelques difficultés à l'aide de quatre pompes de 41 centimètres de diamètre, donnant dix coups à la minute. La venue d'eau maximale a été de 9 000 hectolitres à l'heure. Le diamètre utile du puits est de 3,64 mètres. Le terrain houiller est atteint à la profondeur de 145 mètres,. La machine à traction directe et les pompes fournies par la Compagnie des mines de Vicoigne représentent 15 % de la valeur de la fosse.
La fosse est baptisée en l'honneur de Jules Casteleyn, mais est également nommée Sainte-Élisabeth, en raison de la chapelle de bois  qui y est construite sous ce vocable.

### Exploitation
La fosse commence à extraire à la fin de l'année 1853,. Les terrains sont ondulés et accidentés. La houille tient de 23 à 25 % de matières volatiles au nord et de 26 à 28 % au sud. En approfondissant le puits, les terrains se régularisent, on fait de nouvelles découvertes de couches, et cette fosse devient très productive. On commence à y extraire, fin 1853, et en 1854 cette fosse ne produit que la faible quantité de 10 000 tonnes. L'exploitation s'y développe les années suivantes, et fournit en 1855 38 000 tonnes, 62 000 tonnes en 1856, puis 72 000 à 75 000 tonnes chacune des trois années suivantes.
Dans les années 1890, le puits est profond de 304,89 mètres, les accrochages sont établis à 199 et 245 mètres de profondeur. Le puits est approfondi afin d'ouvrir un nouvel étage d'extraction à la profondeur de 335 mètres.
La fosse est détruite durant la Première Guerre mondiale. Elle est reconstruite suivant le style architectural des mines de Lens d'après-guerre, le puits est équipé d'un chevalement en béton armé. La fosse no 1 est en 1929 rattachée à la fosse no 4, sise dans la même commune à 915 mètres au sud. Elle cesse alors d'extraire pour assurer le service et l'aérage. Le stade Félix-Bollaert est installé depuis le début des années 1930 à l'ouest du carreau de fosse.
La Compagnie des mines de Lens est nationalisée en 1946, et intègre le Groupe de Lens. En 1952, ce dernier fusionne avec le Groupe de Liévin pour former le Groupe de Lens-Liévin. La fosse no 1 est concentrée sur la fosse no 11 - 19 en 1960. Cette dernière est sise à Loos-en-Gohelle à 2 528 mètres au nord-ouest. Le circuit d'aérage est modifié, et la fosse no 1 est inutile. Son puits, profond de 345 mètres de profondeur, est remblayé en 1971, mais le chevalement n'est dynamité que quinze ans plus tard.

### Reconversion
Au début du XXIe siècle, Charbonnages de France matérialise la tête de puits no 1. Le BRGM y effectue des inspections chaque année. À l'exception de la salle des fêtes construite post-nationalisation, il ne reste rien de la fosse.

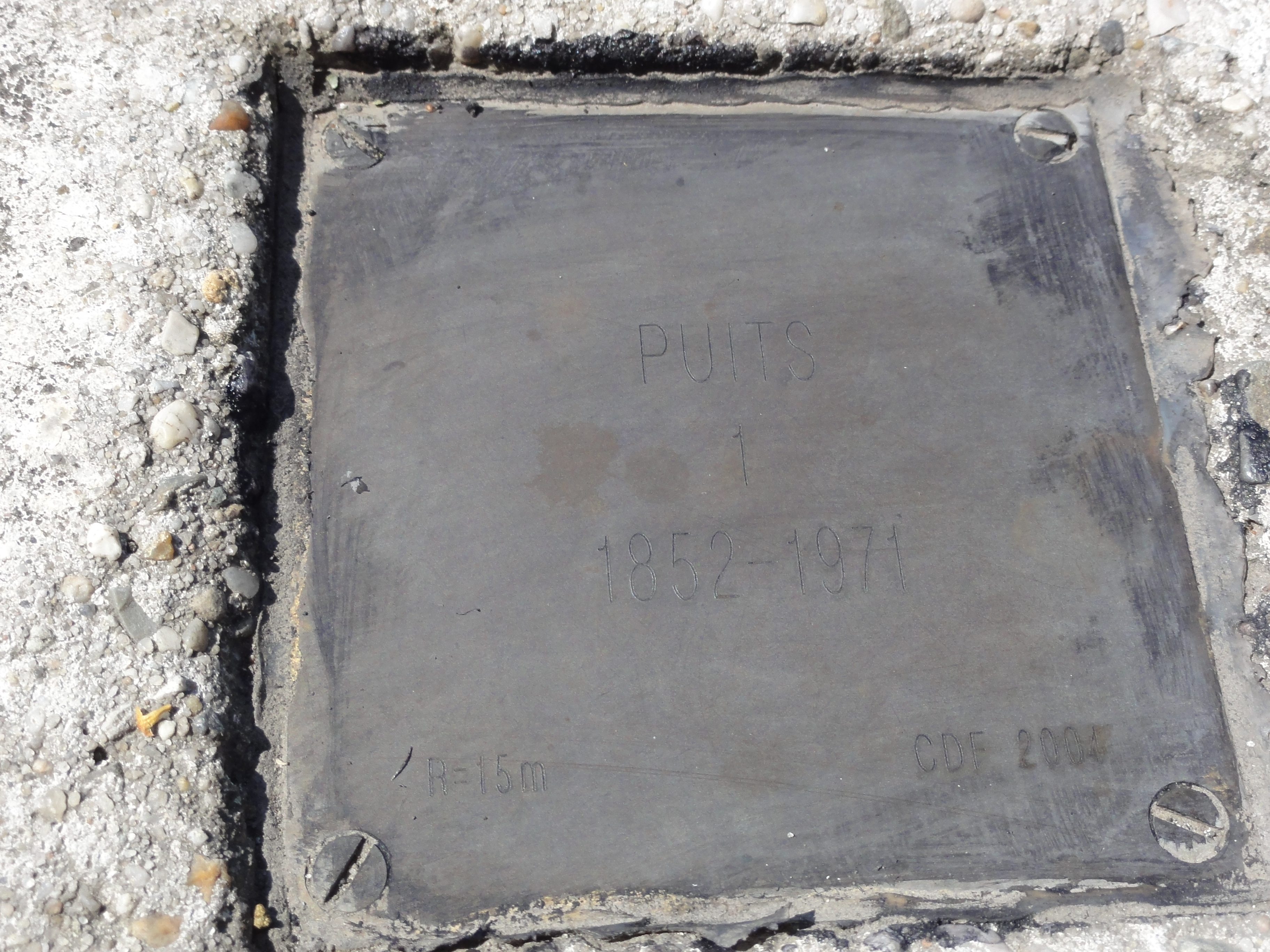
Puits no 1, 1852-1971.
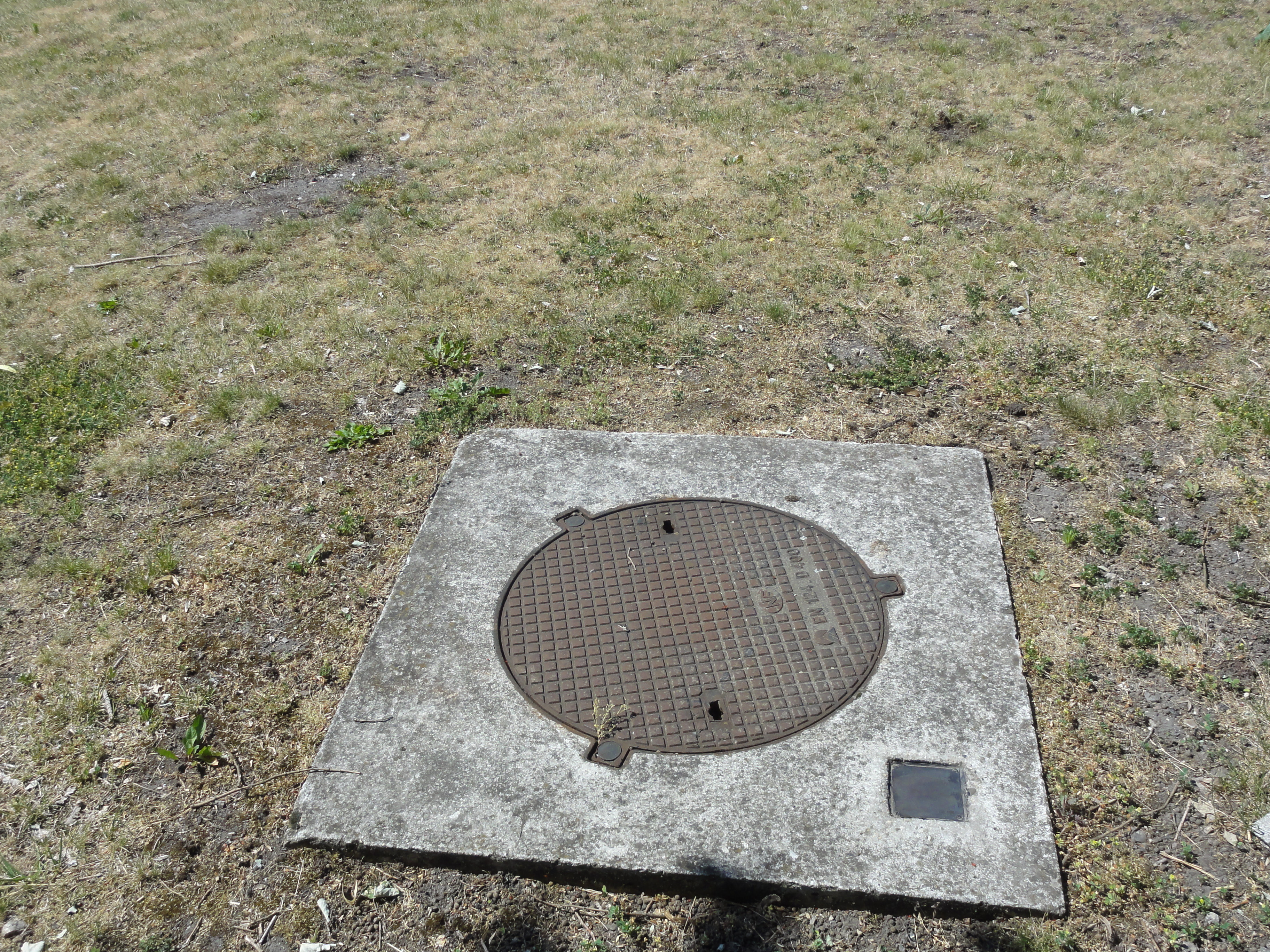
La tête de puits matérialisée.
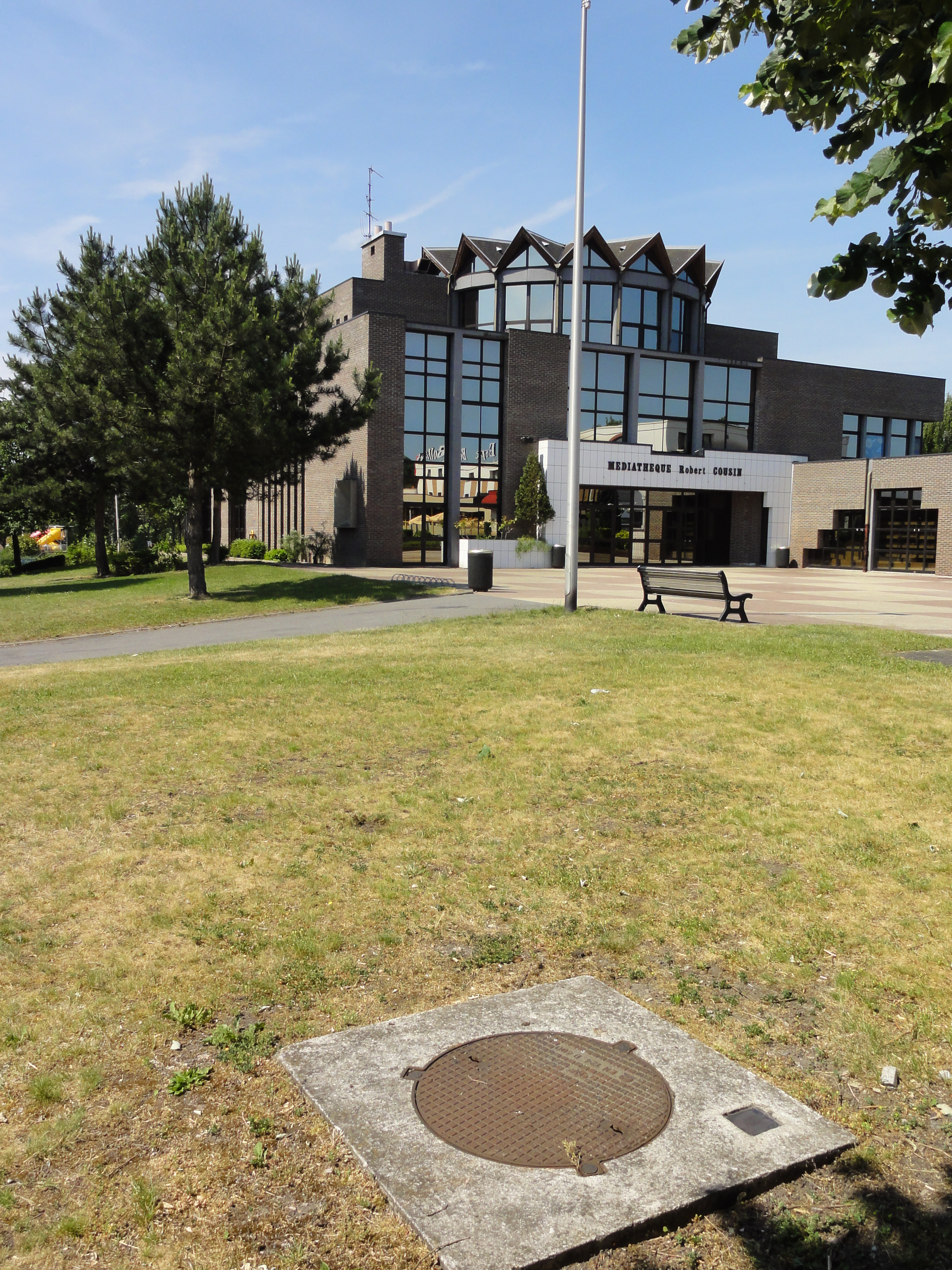
Le puits dans son environnement.
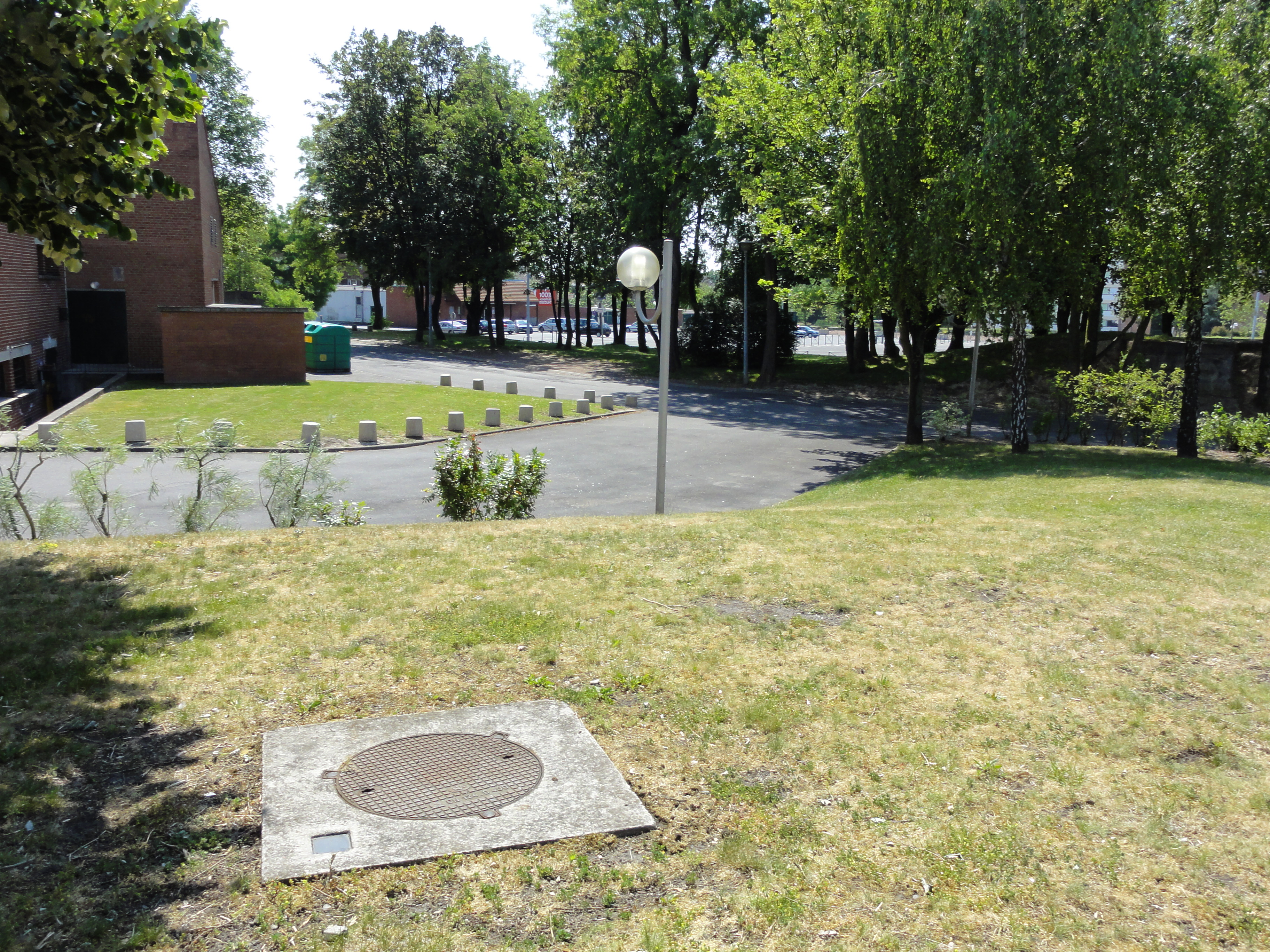
Le puits dans son environnement.
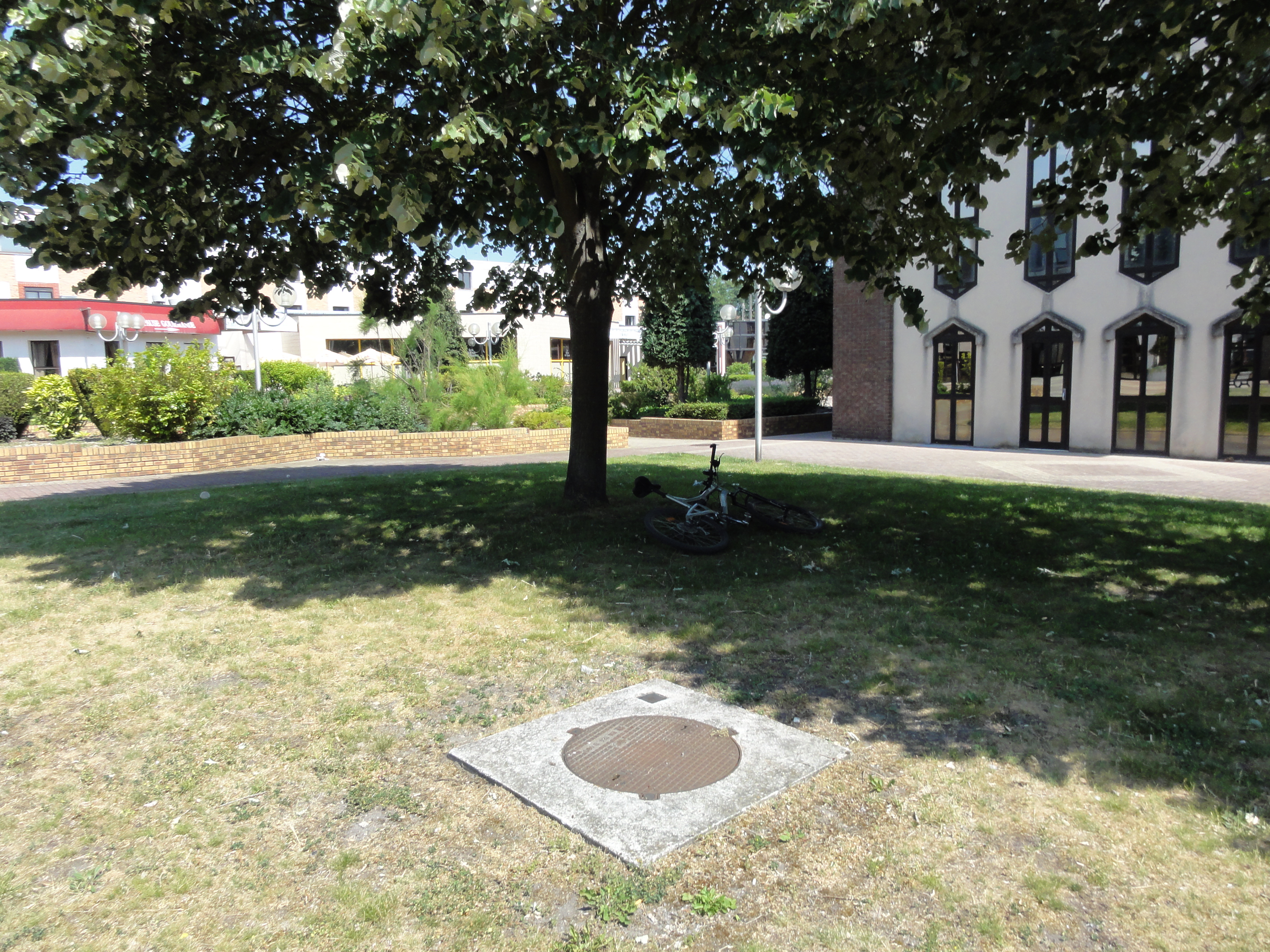
Le puits dans son environnement.
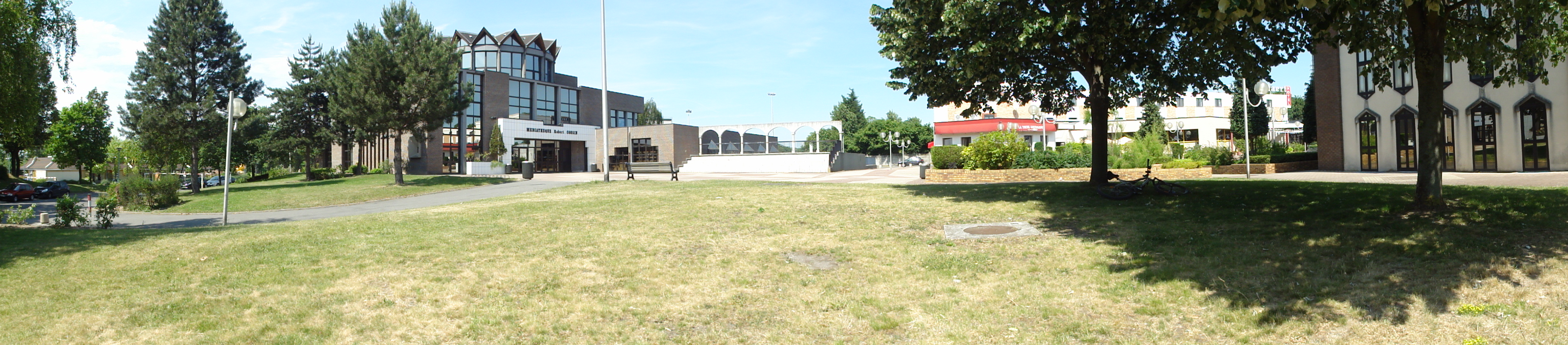
Le puits dans son environnement.

## Les cités
De vastes cités ont été bâties à proximité de la fosse no 1. La cité de corons no 1 fait partie des 353 éléments répartis sur 109 sites qui ont été inscrits le 30 juin 2012 sur la liste patrimoine mondial de l'Unesco. Elle constitue une partie du site no 63.

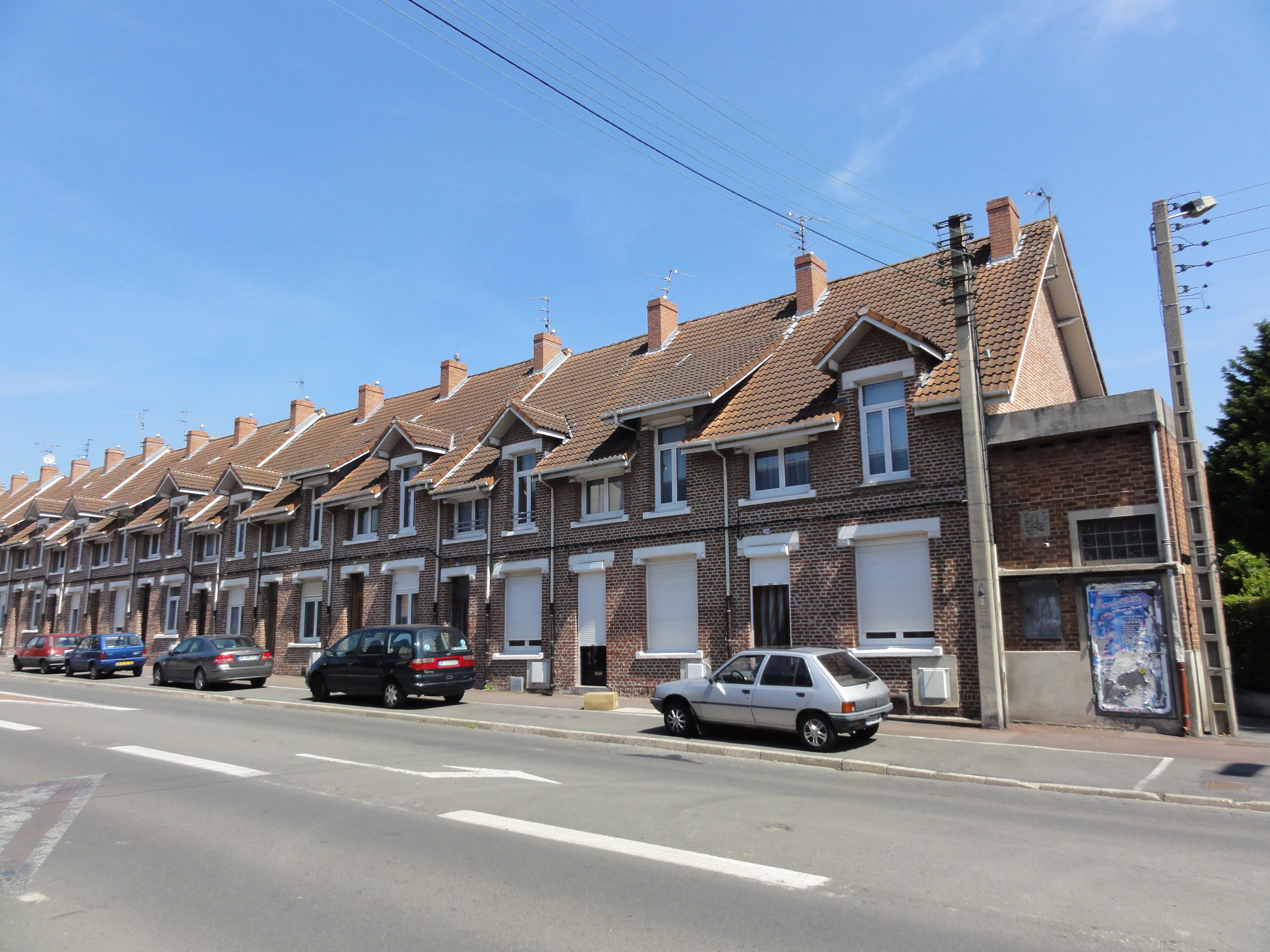
Un coron.
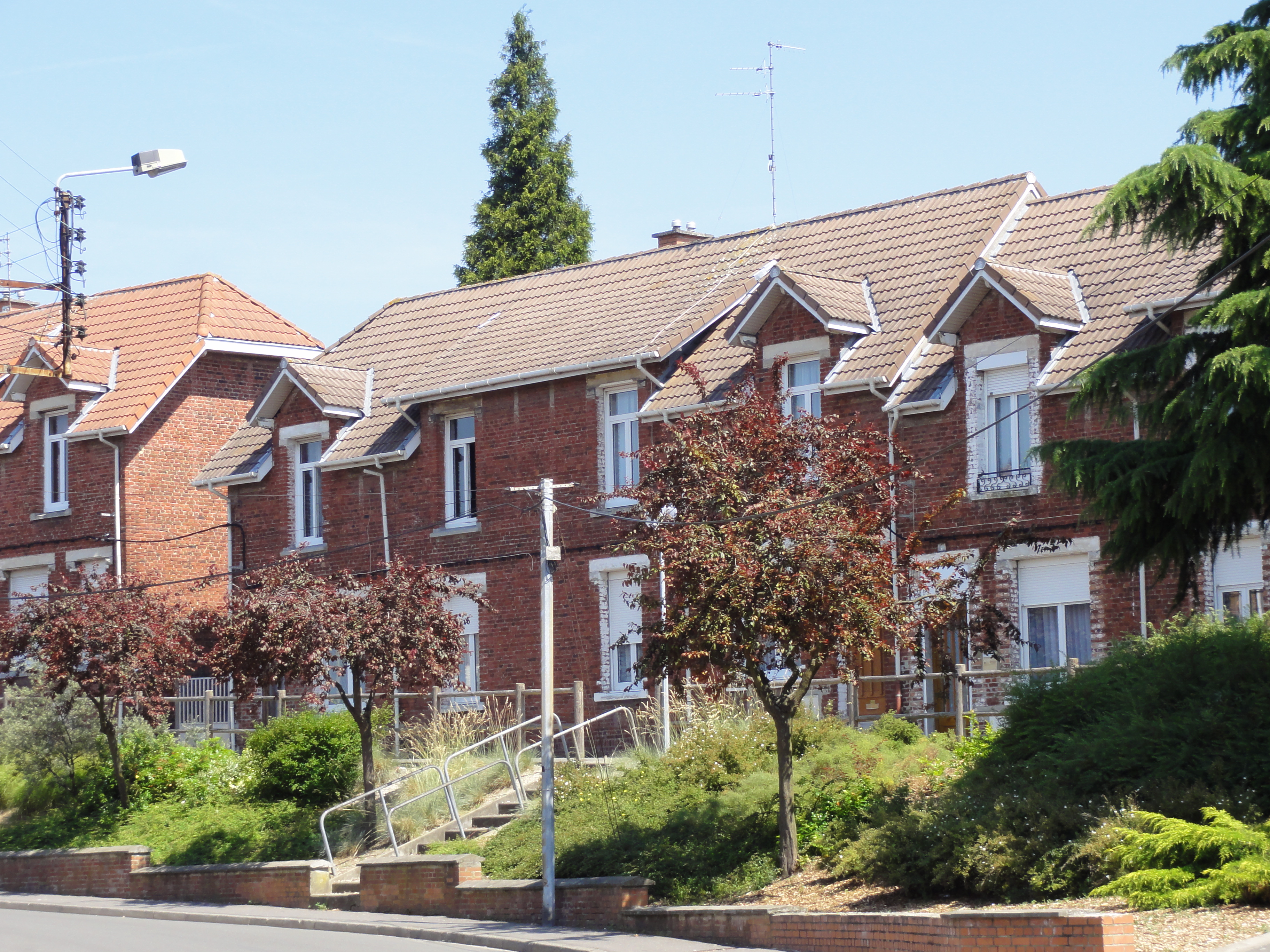
Des corons.
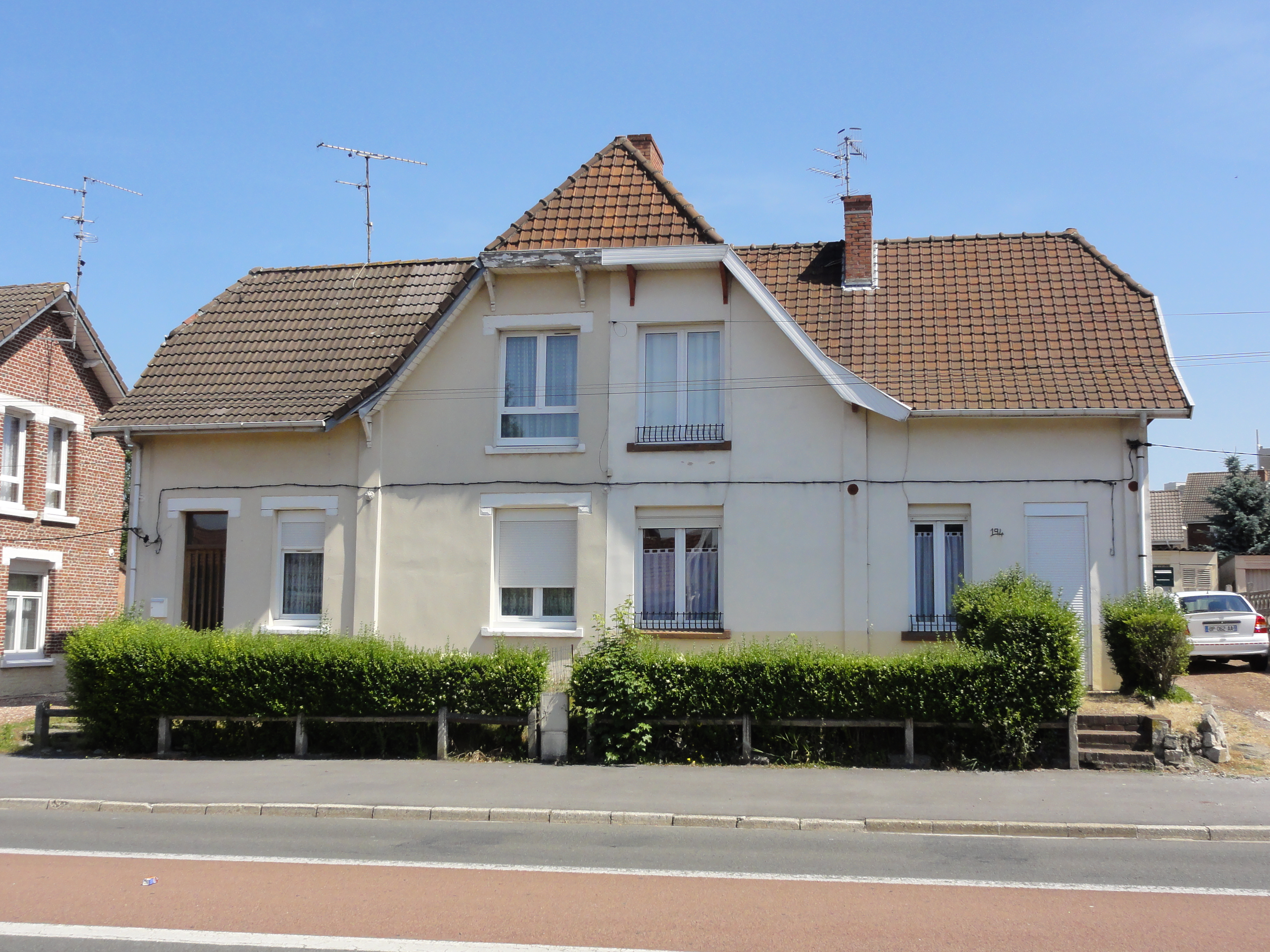
Des habitations groupées par deux.
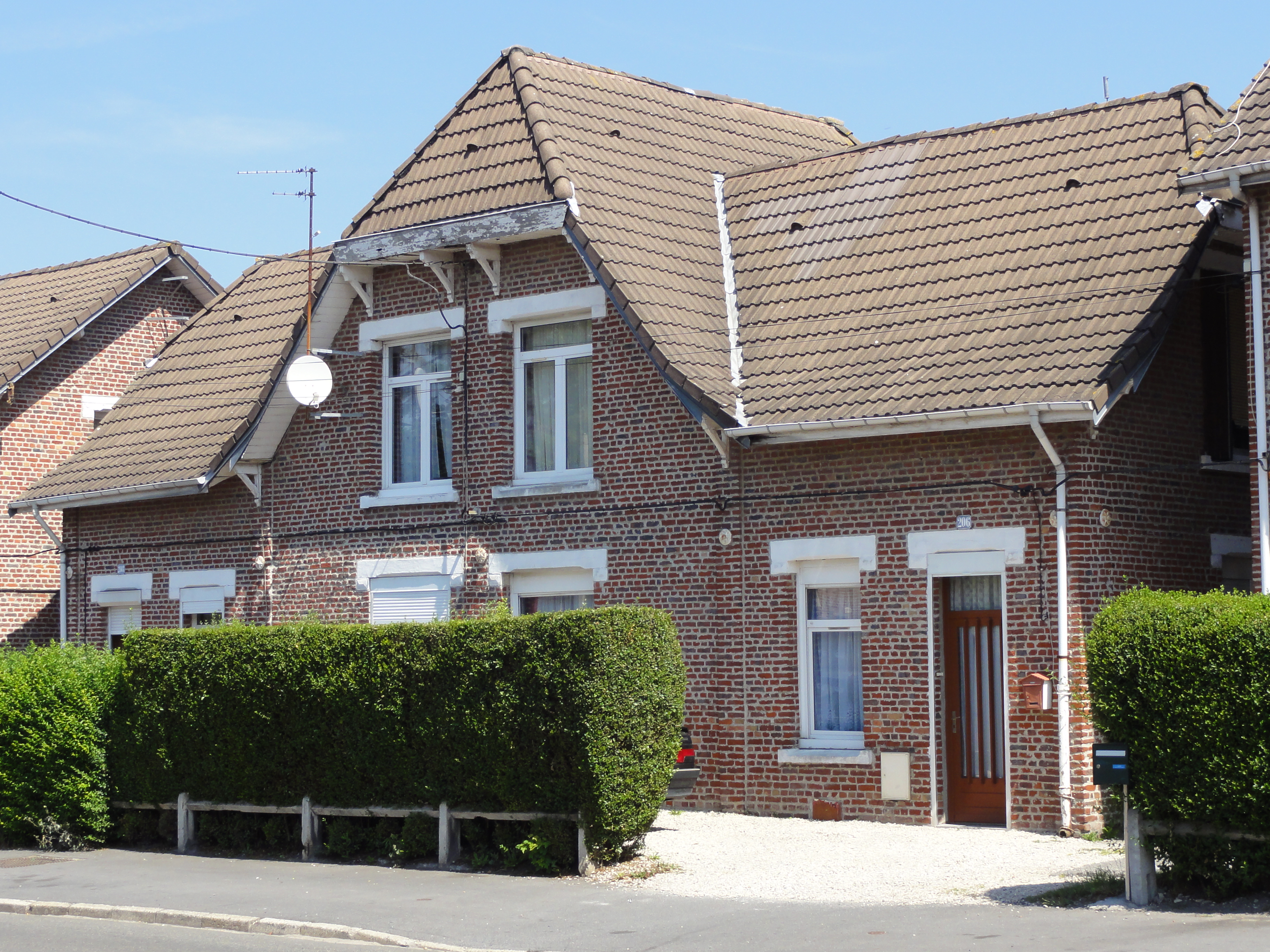
Des habitations groupées par deux.
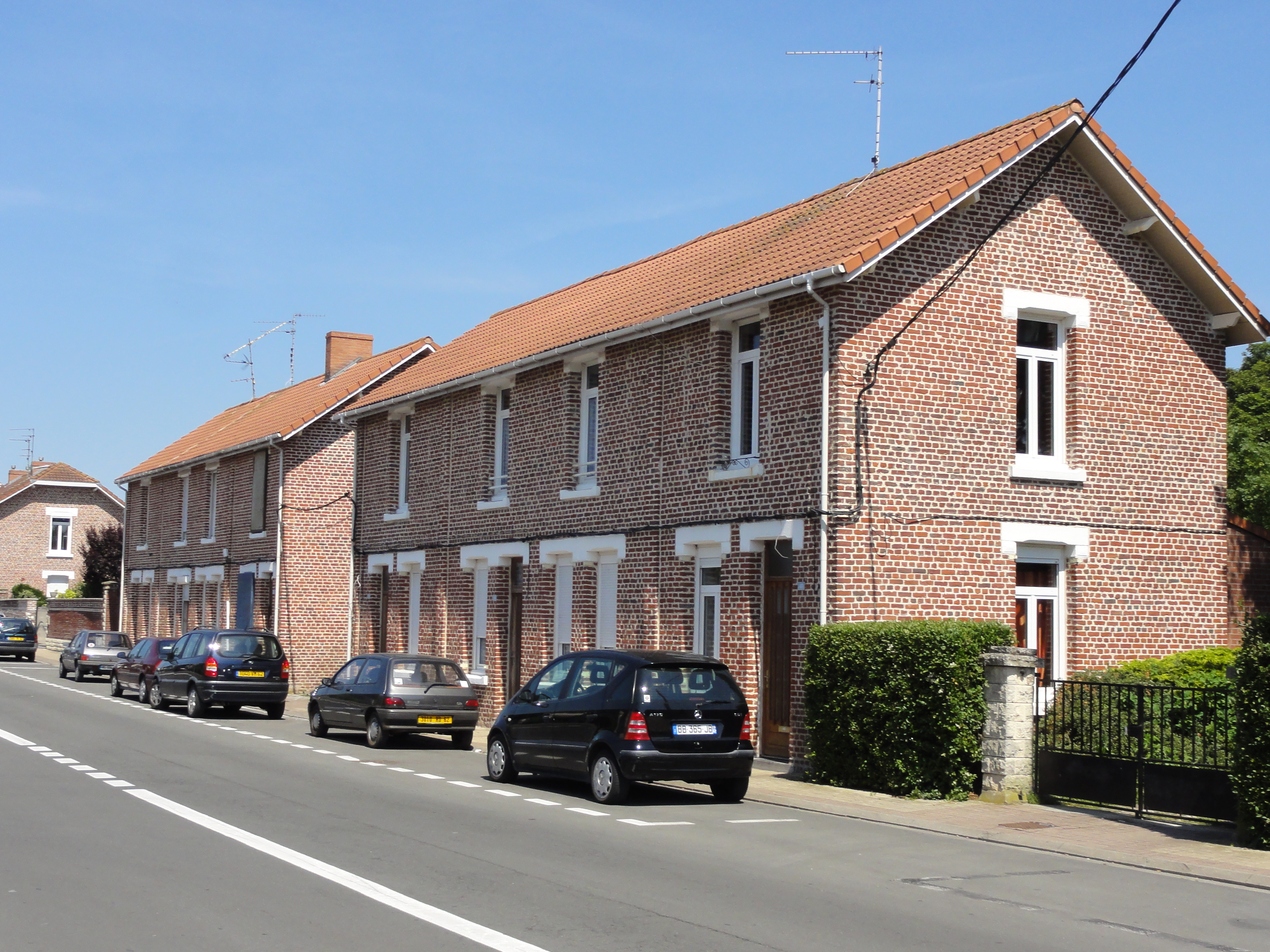
Des habitations groupées par quatre.
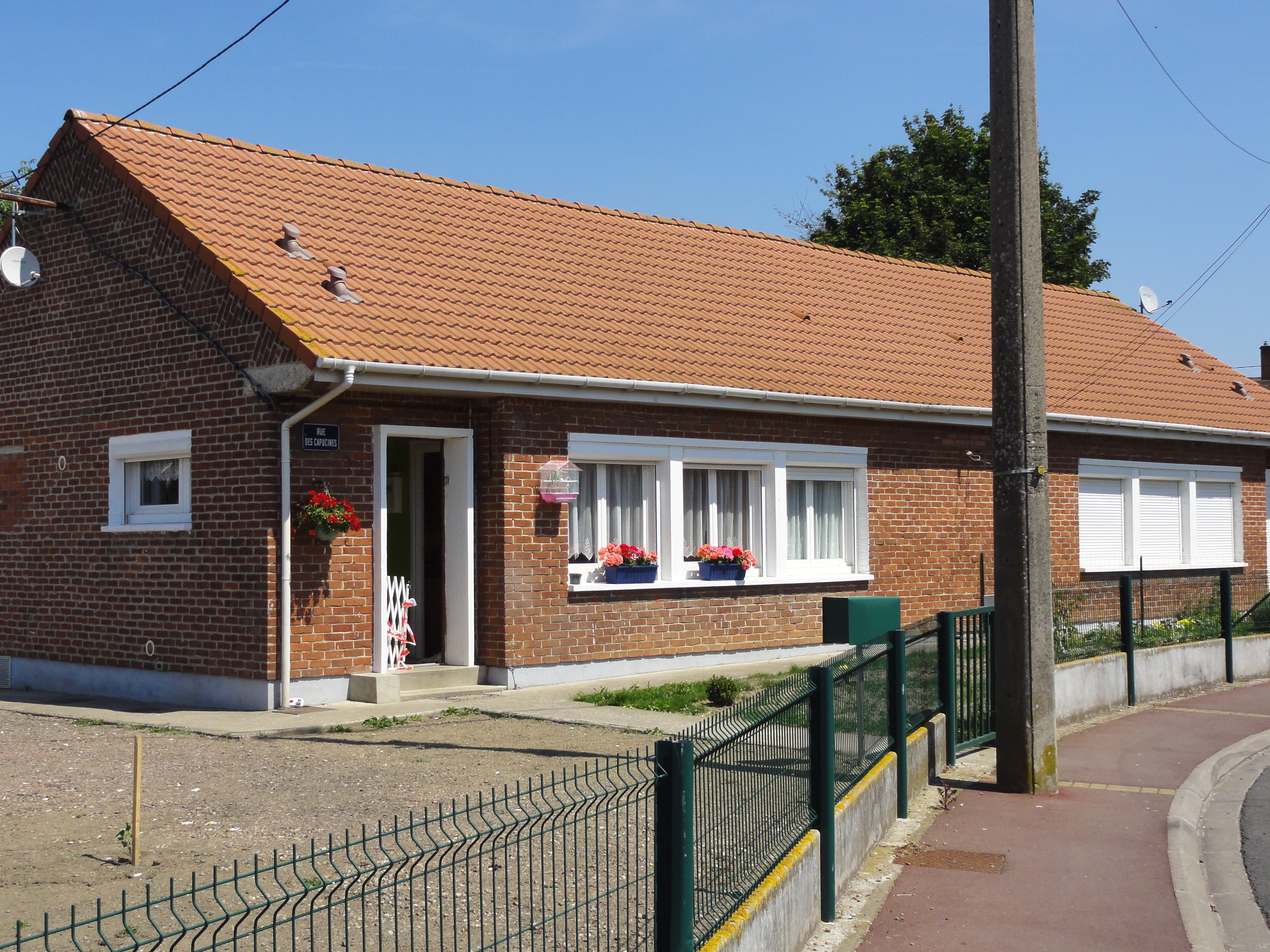
Des habitations post-Nationalisation groupées par deux.